# Arawansai
Der Arawansai (kirgisisch Араван-Сай; usbekisch Aravonsoy) ist ein linker Nebenfluss des Qoradaryo (Kara-Daryja) in Kirgisistan und Usbekistan (Zentralasien).
Der Arawansai entspringt in Kirgisistan als Kyrgys-Ata am Nordhang des Kitschi-Alai („Kleiner Alai“). Er fließt in nördlicher Richtung durch die Städte Kyrgys-Ata und Nookat. Der Tschilisai mündet von links in den Fluss. Unterhalb der Einmündung des Kostschan von rechts, heißt der Fluss dann Arawansai. Nahe Langar kreuzt der Südliche Ferghanakanal den Fluss. Das Wasser des weiter östlich verlaufenden Ak-Buura wird über Kanäle dem Arawansai zugeleitet. Der Arawansai durchbricht einen niedrigen Höhenrücken und erreicht die Tiefebene des Ferghanatals. Dort wendet er sich nach Nordwesten und überquert die Grenze nach Usbekistan. Er durchfließt die Stadt Asaka und wendet sich nach Nordnordwest. Er passiert das Dorf Oltinkoʻl und mündet dort in den Qoradaryo. Der Arawansai hat eine Länge von 102 km. Er entwässert ein Areal von 1960 km². Der mittlere Abfluss beträgt 10,9 m³/s.